# Luisa Etxenike
Œuvres principales
Le ravissement de l'été(2012), Le détective des sons (2014)
Luisa Etxenike, née le 10 juillet 1957 à Saint-Sébastien, est une autrice, romancière et journaliste originaire du Pays basque.

## Biographie
Luisa Etxenike est l’auteure de plusieurs romans, recueils de nouvelles, pièces de théâtre et recueil de poésie. Elle collabore via une chronique hebdomadaire sur la culture et la politique dans le journal espagnol, El País, pour l'édition du Pays basque. Elle est également professeure de narratologie.
Parlant couramment l'espagnol, le français et l'anglais, elle est la traductrice des œuvres de plusieurs auteurs français, dont le cinéaste Claude Lanzmann ou les auteurs Jacques Roubaud et Jean-Michel Maulpoix.
Luisa Etxenike organise régulièrement des ateliers d'écriture locaux,. Depuis 1987, elle dirige un festival littéraire féminin annuel à Saint-Sébastien, Un mundo de escritoras, anciennement connu sous le nom de Encuentro de escritoras.
Luisa Etxenike est la fondatrice et la directrice de la plateforme culturelle en ligne Canal Europa,.

## Reconnaissance
En 2007, Luisa Etxenike se voit décerner le titre de chevalière de l'Ordre des arts et des lettres par le gouvernement français.
En 2009, Luisa Etxenike reçoit le prix littéraire basque, Premio Euskadi de Literatura, pour son roman El ángulo ciego,. En 2013, elle est lauréate de la Medalla al Mérito Ciudadano, médaille de la citoyenneté exemplaire de la ville de San Sebastián.

## Distinctions
- 2007 :  Chevalier de l'ordre des Arts et des Lettres
- 2009 : Premio Euskadi de Literatura pour son El ángulo ciego.
- 2013 : Medalla al Mérito Ciudadano